# 玛丽莲·科森-惠特尼
玛丽莲·科森-惠特尼（英語：Marilyn Corson-Whitney，1950年6月6日—），加拿大女子游泳运动员。她曾代表加拿大参加1968年和1972年夏季奥林匹克运动会游泳比赛，其中1968年奥运会获得一枚铜牌。